# Graellsia stylosa
Graellsia stylosa là một loài thực vật có hoa trong họ Cải. Loài này được (Boiss. & Hohen.) Poulter mô tả khoa học đầu tiên năm 1956.